# Tomaspis handlirschi
Tomaspis handlirschi är en insektsart som beskrevs av Fowler 1897. Tomaspis handlirschi ingår i släktet Tomaspis och familjen spottstritar. Inga underarter finns listade i Catalogue of Life.